# Jessica Bruder
Jessica Bruder és una periodista nord-americana que escriu sobre subcultures i ensenya escriptura narrativa a la Columbia Journalism School.
Bruder va créixer a Montclair (Nova Jersey). Es va graduar a l'Amherst College el 2000 i va rebre un màster en periodisme a la Universitat de Colúmbia el 2005.
Bruder ha escrit per al New York Times des del 2003. També escriu per a WIRED, New York Magazine i Harper's Magazine. El seu primer llibre va ser Burning Book: A Visual History of Burning Man. També va produir la pel·lícula CamperForce, dirigida per Brett Story.
Per al seu llibre Nomadland: Surviving America in the Twenty-First Century, va passar mesos vivint en una furgoneta camper anomenada Van Halen, documentant els nord-americans ambulants que van abandonar els habitatges tradicionals per sortir a la carretera a temps complet. El projecte es va estendre durant tres anys i més de 15.000 milles de conducció, de costa a costa i de Mèxic a la frontera canadenca. Amb el nom de New York Times 2017 Notable Book, Nomadland va guanyar el Barnes & Noble Discover Award del 2017 i va ser finalista del premi J. Anthony Lukas i del Helen Bernstein Book Award.
El febrer de 2019, Fox Searchlight Pictures va anunciar que el seu llibre Nomadland: Surviving America in the Twenty-First Century, havia estat optat per Frances McDormand i Peter Spears per a una pel·lícula, també titulada Nomadland. David Strathairn, Linda May i Charlene Swankie es van unir a McDormand al repartiment de la pel·lícula, i Chloé Zhao va dirigir-la a partir d’un guió que va escriure basant-se en el llibre. Peter Spears, Mollye Asher, Dan Janvey i Zhao van ser anunciats com a productors de la pel·lícula, que Fox Searchlight Pictures tenia previst distribuir.